# Шубот
Шубот — река в России, протекает по территории Павинского и Вохомского районов Костромской области. Устье реки находится в 102 км от устья Вохмы по правому берегу. Длина реки составляет 68 км, площадь водосборного бассейна — 329 км².
Исток Шубота находится в лесах близ границы с Вологодской областью в 19 км к северо-западу от посёлка Павино. Генеральное направление течения — восток, крупнейшие притоки — Сухариха, Комарница, Чигариха, Великуша, Студёнка (левые); Великая (правый). На берегах реки находятся деревни Зяблуха, Северянка, Питер, Скородумово. Впадает в Вохму выше посёлка Воробьёвица.

## Данные водного реестра
По данным государственного водного реестра России относится к Верхневолжскому бассейновому округу, водохозяйственный участок реки — Ветлуга от истока до города Ветлуга, речной подбассейн реки — Волга от впадения Оки до Куйбышевского водохранилища (без бассейна Суры). Речной бассейн реки — (Верхняя) Волга до Куйбышевского водохранилища (без бассейна Оки).
Код объекта в государственном водном реестре — 08010400112110000041127.